# Jeremiah Manele
Jeremiah Manele (nacido en 1968) es un político salomonense que fue elegido por el parlamento como Primer Ministro después de las elecciones generales de las Islas Salomón de 2024. Obtuvo 31 de 50 votos después de que su predecesor, Manasseh Sogavare, decidiera no presentarse a la reelección. Es el primer ministro del país en venir de la provincia de Isabel.

## Biografía
Tiene una licenciatura en artes de la Universidad de Papúa Nueva Guinea.
Fue Secretario Permanente de Asuntos Exteriores y Comercio Exterior en las Islas Salomón hasta diciembre de 2007. Fue elegido miembro del Parlamento por la circunscripción de Hograno/Kia/Havulei en las elecciones generales de 2019. Se convirtió en Ministro de Asuntos Exteriores el 26 de abril de 2019.
Se le describe como amigable con China, ya que se ha comprometido a continuar con la política internacional de las Islas Salomón que las acercó a China.